# ベネラ3号
ベネラ3号（ロシア名：Венера-3）は、ソビエト連邦が計画した、金星表面を目指した最初の惑星探査機である。1965年11月16日にバイコヌール宇宙基地より打上げられた探査機は、無線通信器機や科学観測器機だけでなくソビエト連邦の国章が刻まれたメダルも搭載されていた。

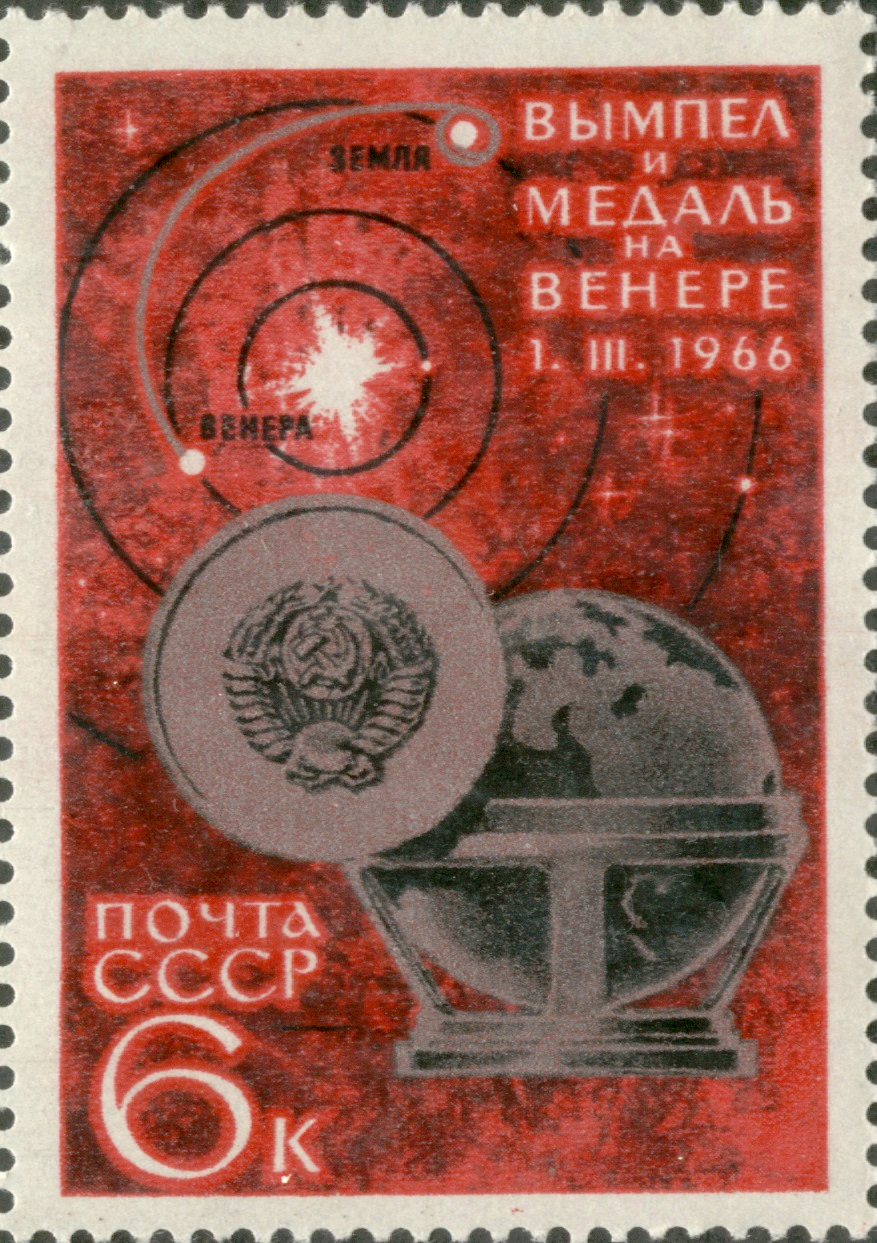
ベネラ3号の記念切手

金星への飛行中に探査機との交信が失われ、1966年3月1日に通信不能のまま金星へ衝突した。これにより金星上に到達した初めての人工物となったものの、惑星に関するデータは得られなかった。探査機が衝突したのは、金星の昼夜境界線の夜側-20°から20°N, 60°から80°E辺りだと予想されている。

## 姉妹機
準同型機ベネラ2号は金星フライバイを意図したもので、ベネラ3号に3日先立って打上げられた。3号打上げより1週間後の11月23日にも金星探査機が打上げられたが、ロケット不調のため地球周回軌道から金星へ向かう軌道へ移行出来なかった。この機体はベネラではなくコスモス96号の名前が与えられた。